# Deadwood River (South Fork Payette River)
Der Deadwood River ist ein rechter Nebenfluss des South Fork Payette River im Osten des US-Bundesstaates Idaho.
Der Fluss entspringt in den Salmon River Mountains auf einer Höhe von 2124 m. Der Deadwood River fließt in südlicher Richtung durch das Bergland des Boise National Forest und mündet westlich der Ortschaft Lowman in den nach Westen strömenden South Fork Payette River. 36 km oberhalb der Mündung wird der Fluss vom 1929–1931 errichteten Deadwood Dam zum 12,9 km² großen Deadwood Reservoir (Kapazität: 190 Mio. m³) aufgestaut. Der etwa 70 km lange Deadwood River entwässert ein Areal von etwa 614 km², davon liegen 282 km² im Einzugsgebiet des Stausees.
Im Flusssystem des Deadwood River sind u. a. folgende Fischarten und -gattungen vertreten: Stierforelle (Salvelinus confluentus), 
Cutthroat-Forelle (Oncorhynchus clarki lewisi), Kokanee (Oncorhynchus nerka kennerlyi), Regenbogenforelle (Oncorhynchus mykiss), 
Richardsonius balteatus (Redside Shiner), Cottus (Sculpin), Rhinichthys (Dace) und Prosopium williamsoni (Mountain Whitefish).